# ريج فويكس
ريج فويكس (بالإنجليزية: Reg Foulkes)‏ (23 فبراير 1923 - 1 نوفمبر 2014) هو مدرب كرة قدم ولاعب كرة قدم بريطاني (وحمل سابقاً جنسية المملكة المتحدة لبريطانيا العظمى وأيرلندا) في مركز قلب الدفاع. لعب مع برمنغهام سيتي ونادي والسول ونورويتش سيتي وWisbech Town F.C. ‏.